# Вільярлуенго
Вільярлуенго (ісп. Villarluengo) — муніципалітет в Іспанії, у складі автономної спільноти Арагон, у провінції Теруель. Населення — 188 осіб (2010).
Муніципалітет розташований на відстані близько 270 км на схід від Мадрида, 60 км на північний схід від міста Теруель.
На території муніципалітету розташовані такі населені пункти: (дані про населення за 2010 рік)
- Монторо-де-Мескіта: 16 осіб
- Вільярлуенго: 172 особи

## Демографія
Динаміка населення (INE ):